# Unsere Liebe Frau in der Vill
Die Kirche Unsere Liebe Frau in der Vill, auch Marienkirche in der Vill, ist das zweite wichtige Gotteshaus der Gemeinde Neumarkt im Südtiroler Unterland. Die in der Vill gelegene Kirche wird als eine der schönsten spätgotischen Kirchen in Südtirol angesehen und besitzt als besondere Rarität einen Westturm.

## Geschichte
Bei dem Gotteshaus handelt es sich um eine Wallfahrtskirche, die ersturkundlich bereits 1237 als „de sancta Maria plebs“ im Notarsbuch von Jakob Haas erwähnt wurde. Eine Neuweihe der ehemaligen Pfarrkirche des Sprengels Enn-Neumarkt, deren Sitz später nach Auer transferiert wurde, ist 1354 bezeugt; aus dem Jahr 1375 ist die deutsche Bezeichnung „chirchen ze sand Marien gelegen in der Ville in derr pharre von Enne“ urkundlich bezeugt. Der älteste Teil des heutigen Baus ist der 1412 von Meister Konrad von Neumarkt begonnene, polygonal ausgeprägte Chorraum. Zu Beginn des 16. Jahrhunderts wurde schließlich durch die Gewerke von Peter von Ursel und von Andre das Gewölbe vollendet.
Die Fassade der Kirche wird vom Glockenturm dominiert, der über dem Eingang steht und so eine Vorhalle bildet. Von besonderem Wert sind der gotische Tabernakel und der Kanzelfuß.

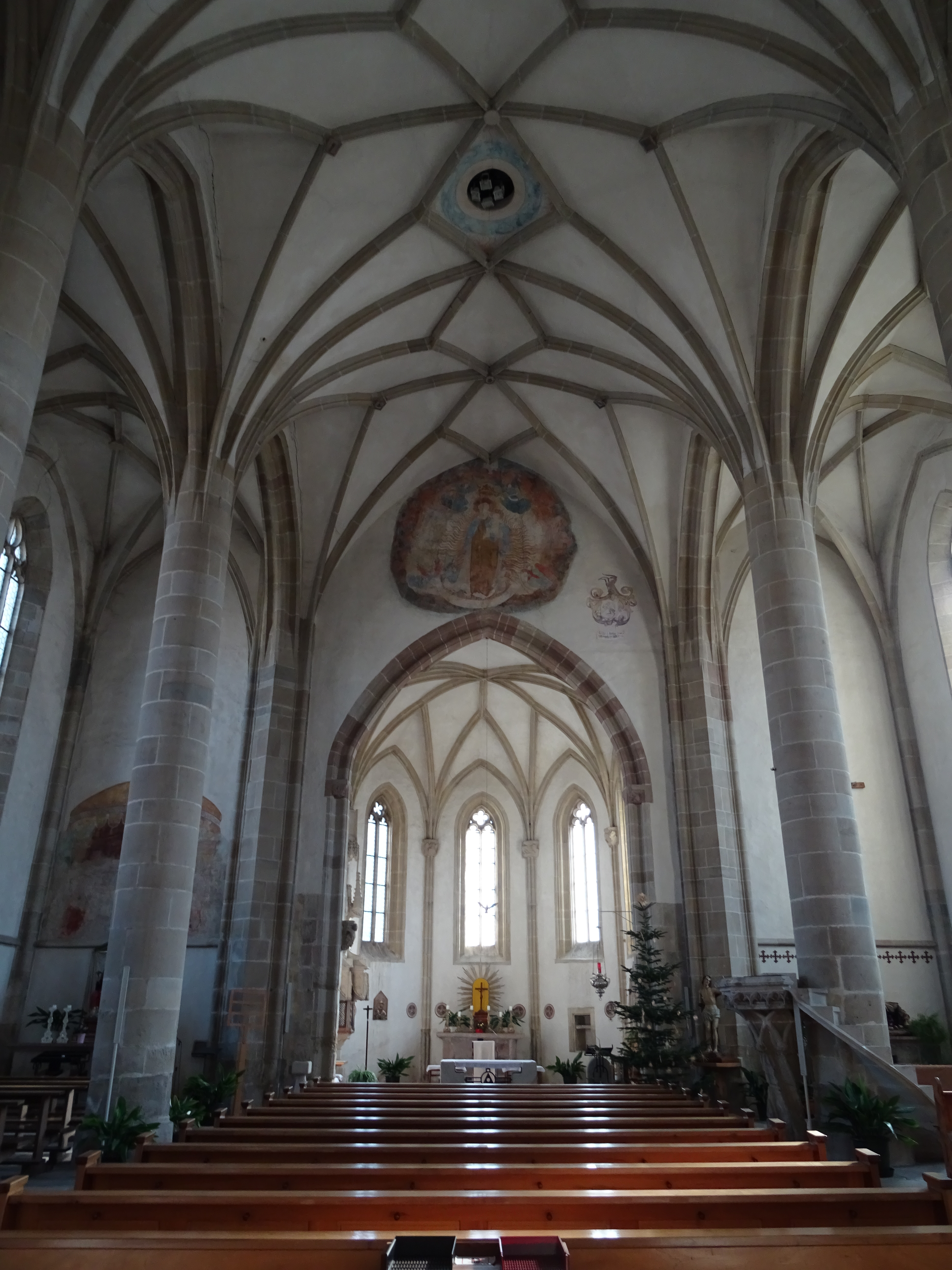
Kircheninneres

1767 wurde die Kirche profaniert, da der über die Ufer getretene Trudner Bach einen Großteil des Inneren zerstört hatte. Daraufhin wurde sie lange als Lagerraum genutzt. Erst Mitte des 20. Jahrhunderts erkannte man den Wert der Kirche, ließ sie restaurieren und weihte sie erneut. Heute gilt das Gotteshaus Unsere Liebe Frau in der Vill als hervorragendes Beispiel spätgotischer Architektur im Tiroler Raum.
Aufgrund der historischen Bedeutung der Kirche durfte bis heute keine Heizung installiert werden, und so finden Gottesdienste nur in den Sommermonaten statt.

## Kirchtag
Der Villner Kirchtag wird alljährlich am 29. Juni gefeiert.
Am 15. August findet eine Messe mit anschließender Prozession zum Hochfest der Aufnahme Mariens durch die Vill statt.